# Immeuble Uschakoff
L'immeuble Uschakoff (en finnois : Uschakoffin talo) est un bâtiment historique du quartier de Kruununhaka à Helsinki en Finlande.

## Histoire
L'immeuble de trois niveaux, conçu par Pehr Granstedt, est construite en 1816 pour le commerçant d'origine russe Jegor Uschakoff qui y ouvre une boutique au rez-de-chaussée et habite à l'étage. 
Le bâtiment est représentatif de l'Architecture néoclassique. 
De  1885 à 1896, après la famille Uschakoff l'immeuble appartient au conseiller commercial et éditeur G. W. Englund qui y tient sa librairie. 
Puis le bâtiment est acheté par la banque Privatbanken i Helsingfors, qui demande à Lars Sonck de transformer l'édifice pour l'adapter aux activités bancaires. 
Lars Sonck connait bien l'édifice puisqu'il habite au second étage. 
La banque y fonctionnera de 1904 à 1902 quand la banque sera absorbée par la Suomen Yhdyspankki.
En 1961, la ville d'Helsinki achète le bâtiment en mauvais état et demande à Aarno Ruusuvuori de le transformer en immeuble de bureaux.
La salle bancaire transformée devient la salle Art nouveau (Jugendsali). 
Elle sert d'espace d’exposition pour la mairie et de point d'accueil pour le service d'information de la ville.

## Galerie

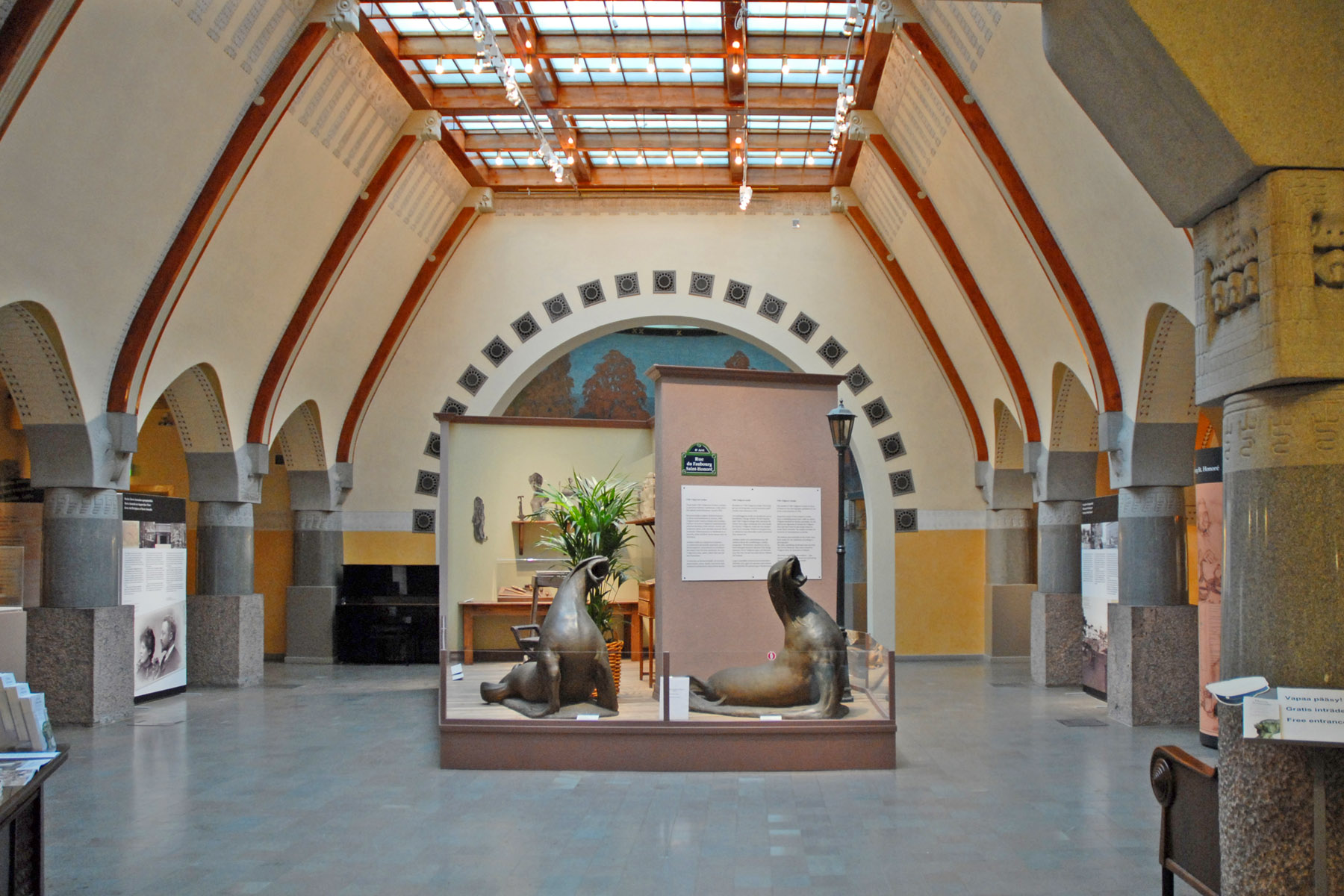
La salle jugend avec l'exposition "Havis Amanda, mon amour".